# 木村昌人
木村 昌人（きむら まさと、1952年 - ）は、日本の国際政治学者。専門は、日本政治外交史、特に民間経済外交。

## 人物・経歴
神奈川県生まれ。1975年慶應義塾大学経済学部卒、1977年慶應義塾大学大学院経済学研究科修士課程修了。1977年株式会社三井銀行入行。1989年慶應義塾大学大学院法学研究科政治学専攻博士課程修了。1989年法学博士。
関東学園大学法学部助教授、東洋英和女学院大学人文学部助教授、同大社会科学部助教授、同教授、文京学院大学経営学部教授を経て2017年まで公益財団法人渋沢栄一記念財団に勤務。

## 著書

### 単著
- 『日米民間経済外交 1905-1911』（慶應通信, 1989年）
- 『渋沢栄一　民間経済外交の創始者』（中央公論社〈中公新書〉, 1991年）
- 『財界ネットワークと日米外交』（山川出版社, 1997年）
- 『高橋是清と昭和恐慌』（文藝春秋〈文春新書〉, 1999年）
- 『渋沢栄一　日本のインフラを創った民間経済の巨人』（筑摩書房〈ちくま新書〉, 2020年）
- 『民間企業からの震災復興　関東大震災を経済視点で読みなおす』（ちくま新書, 2023年）

### 共著
- （小川智弘）『ビズネス・イングリッシュ入門――海外取引の英語と実務 改訂版』（創成社, 1986年、増訂版, 1991年、新訂版, 1999年）
- （水本和実・山口昇・安部文司・デーヴィッド・ウェルチ）『日本の安全保障とは何か』（PHP研究所, 1996年）
- （田所昌幸）『外国人特派員――こうして日本イメージは形成される』（日本放送出版協会〈NHKブックス〉, 1998年）

### 編著
- 『日本史小百科 近代 外交』（東京堂出版, 1999年）
- 『〈現代語訳〉ベスト・オブ・渋沢栄一』（編訳、NHK出版, 2020年）

### 共編著
- （高杉忠明）『パール・ハーバー50年――日本・アメリカ・世界』（東洋経済新報社, 1991年）
- （島田晴雄・井尻千男・岡本行夫）『責任ある平和主義を考える――国際社会と共存するために』（PHP研究所, 1991年）
- （増田弘）『日本外交史ハンドブック』（有信堂高文社, 1995年）

### 共訳書
- ウォルター・ラフィーバー『アメリカの時代――戦後史のなかのアメリカ政治と外交』（芦書房, 1992年）

久保文明・久保典子・阪田恭代・鐸木昌之・五味俊樹・土田宏と